# 能登山瀧右エ門
能登山 瀧右エ門（のとやま たきえもん）は、江戸時代の大相撲の第27代大関。番付上は「奥州」頭書。
明和4年(1767年)春場所(3月)、西大関として番付に登場したが、相撲は1番も取らないまま1場所のみで引退してしまった。
典型的な看板大関と見られる。

## 主な成績
- 通算成績：0勝0敗8休

| 1767年 | 西大関 引退 0–0–8 | x |
| 各欄の数字は、「勝ち-負け-休場」を示す。 優勝 引退 休場 十両 幕下 三賞：敢=敢闘賞、殊=殊勲賞、技=技能賞 その他：★=金星 番付階級：幕内 - 十両 - 幕下 - 三段目 - 序二段 - 序ノ口 幕内序列：横綱 - 大関 - 関脇 - 小結 - 前頭（「#数字」は各位内の序列） |                   |   |